# Список генеральних консулів КНР у Пхонгсалі
Нижче наведений список генеральних консулів Китайської Народної Республіки в Пхонгсалі, Лаос.

## Список
У листопаді 1961 року було відкрито Генеральне консульство КНР в Пхонгсалі, а в грудні 1976 року, у зв'язку з поступовим погіршенням відносин між Китаєм і Лаосом, китайський уряд закрив Генеральне консульство.
| Генеральний консул | Дата призначення | Дата вступу на посаду | Дата звільнення |
| ------------------ | ---------------- | --------------------- | --------------- |
| Дін Жунчан         | 5 жовтня 1961    | 17 листопада 1961     | 1963            |
| Чжан Їн            | 20 липня 1964    |                       |                 |
| Лі Чао             |                  |                       | До 1973         |
| Ван Дісань         | До 1974          |                       | Грудень 1976    |